# Пик Героев-Панфиловцев
Пик Героев-Панфиловцев (также Пик Гвардейцев-Панфиловцев)  — пик в Малоалматинском ущелье Заилийского Алатау, находящийся в горах Азутау, западной ветви Малого Алматинского отрога. Наивысшая точка пика 4120 м. Соединяется с двумя вершинами, на востоке снежным гребнем с Карлытау, на западе с вершиной Учитель и одноимённым перевалом. Южный склон пика полон крутых скальных выходов, кулуаров и осыпей. Северный же снежно-ледовой склон пика обращен на ледник Богдановича. Западный и восточный склоны пологи и местами без льда. В советские годы на пике Героев-Панфиловцев проводились тренировки и спортивные соревнования альпинистов. Впервые пик был покорён в 1942 году группой курсантов Всесоюзной школы горной подготовки под руководством мастера спорта Алексея Малеинова. Своё название пик получил в честь 28-ми Гвардейцев-Панфиловцев.
Ежегодно в честь годовщины Победы в Великой Отечественной войне проводится массовая Альпиниада на Пик имени 28-ми Гвардейцев-Панфиловцев.